# Кристина Абрахамсдоттер
Кристина Абрахамсдоттер (швед. Kristina Abrahamsdotter, фин. Kristiina Abrahamintytär; 1432—1492) — финская аристократка, королевская наложница и позже королева-консорт Швеции как третья супруга короля Швеции Карла VIII.

## Жизнь
Происхождение Кристины Абрахамсдоттер неизвестно, но считается, что она была дочерью Абрахама Педерссона, правителя Расеборга. Бывший король Швеции Карл познакомился с ней во время своего изгнания в Финляндию в 1457—1464 годах. Когда Карл вернулся в Швецию в 1464 году и вернул себе шведский престол, она последовала за ним как королевская наложница. В 1465 году у них родился сын Карл.
В 1470 году, в последний год своей жизни, Карл женился на Кристине. Брак состоялся в неизвестную дату весной 1470 года предположительно в Стокгольме, за несколько недель до смерти Чарльза. Традиционно считается, что брак был заключён, когда Карл был на смертном одре. Кристины стала королевой, а её сын был узаконен.
Кристина и её сын были включены в новое королевское завещание, которое исключало его зятьёв, которые были ранее назначены его наследниками, в том числе и Ивар Аксельссон, которого он ранее назначил своим преемником. Король назначил своего племянника Стена Стуре Старшего регентом до тех пор, пока его сын не станет достаточно взрослым, чтобы править самостоятельно. Брак вызвал противоречия из-за разницы в положении супругов. Епископ Хенрик Тидеманссон из Линчёпинга написал стихотворение, чтобы проиллюстрировать полемику по поводу брака, где он заявил, что брак состоялся против воли королевского совета и вызвал большую неприязнь к королю Карлу, потому что он подал плохой пример. Кристина была единственной королевской любовницей в Швеции, которая стала королевой наряду с Катариной Монсдоттер (1568).
15 мая 1470 года Кристина стала вдовой и вдовствующей королевой. После смерти Карла Стен Стуре отменил завещание короля, сам принял на себя всю власть в качестве регента и передал большинство владений покойного короля его зятьям, а не назначенному наследнику. Кристина жила уединённой жизнью после смерти Карла. В 1488 году её сын получил часть наследства отца.

## Дети
- Анна Карлсдоттер, замужем за Хаконом Свенссоном, кастеляном замка Вестероса
- Карл Карлссон (1465—1488)